# 圣于连德拉内夫
圣于连德拉内夫（法語：Saint-Julien-de-la-Nef，法語發音：[sɛ̃ ʒyljɛ̃ də la nɛf]）是法国加尔省的一个市镇，位于该省西部，属于勒维冈区。

## 地理
圣于连德拉内夫（43°57'54"N, 3°41'18"E）面积8.83 平方千米，位于法国奧克西塔尼大區加尔省，该省份为法国南部沿海省份，南端濒地中海，北起顺时针与阿尔代什省、沃克吕兹省、罗讷河口省、埃罗省、阿韦龙省和洛泽尔省接壤。
与圣于连德拉内夫接壤的市镇（或旧市镇、城区）包括：罗克迪尔、圣布雷松、圣洛朗勒米尼耶、卡济亚克、冈日、叙梅讷。

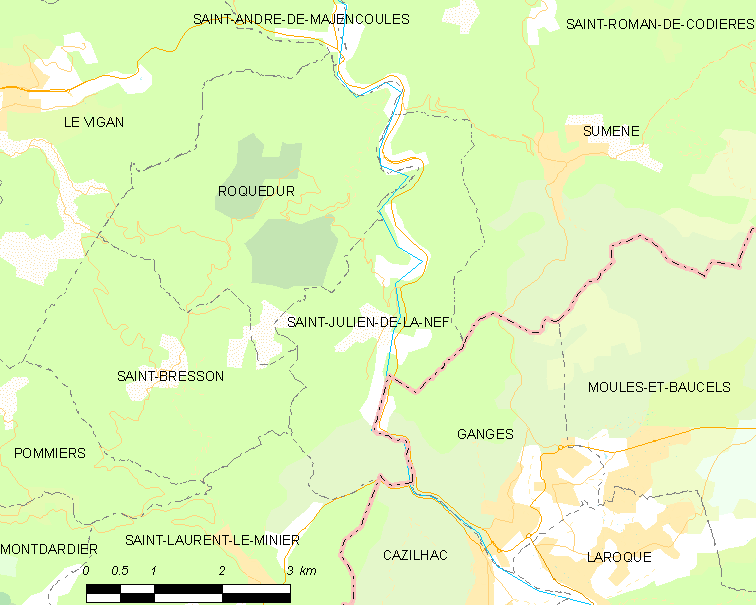
圣于连德拉内夫的OSM定位图

圣于连德拉内夫的时区为UTC+01:00、UTC+02:00（夏令时）。

## 行政
圣于连德拉内夫的邮政编码为30440，INSEE市镇编码为30272。

## 政治
圣于连德拉内夫所属的省级选区为勒维冈县。

## 人口

1962-2008年间圣于连德拉内夫人口变化图示

圣于连德拉内夫于2022年1月1日时的人口数量为145人。